# ایجی موریکا
ایجی موریکا (انگلیسی: Eiji Morioka; ۸ ژوئن ۱۹۴۶ – ۹ نوامبر ۲۰۰۴) بوکسور اهل ژاپن بود.